# StarCraft II: Nova Covert Ops
StarCraft II: Nova Covert Ops (в русской локализации — «Нова: незримая война») — DLC (загружаемое дополнение) к игре StarCraft II, состоящее из отдельной кампании из 9 сюжетных миссий, посвящённой элитному солдату-«призраку» Нове Терре.
Сюжет происходит после событий Legacy of the Void. В Доминионе нарастает напряженность из-за того, что император Валериан Менгск не может справиться с участившимися нападениями зергов. Новообразовавшаяся организация «Защитники человечества» якобы стремится обезопасить впадающее в панику гражданское население.
30 ноября 2016 года вышел комикс «Нова. Цитадель» сюжет которого разворачивается до событий комплекта заданий «Нова: незримая война».
Игроки, купившие полный комплект заданий «Нова: незримая война» и командира для совместный заданий «Командир: Нова» (или комплект «Сверх-Нова», в который входят эти два элемента) и успевшие войти в игру до 27 февраля, получат в подарок комментатора Нову. Позже комментатора Нову можно будет приобрести отдельно.

## Сюжет
Нова приходит в себя в непонятном месте. Она не помнит, как и с какой целью туда попала. Ее память стерта. Во время калибровки визора Нова получает сообщение о том, что находится в опасности и её хотят убить. Пытаясь связаться с остальными призраками, Нова узнаёт, что находится здесь в месте со своим напарником Стоуном. Нова предпринимает попытку побега, и спасает призрака. На стервятниках Нова и Стоун спасаются от погони и прибывают в местный космопорт, где Нова улетает на единственном корабле, а Стоуну приходится остаться.
Корабль Новы прибывает на планету Борея, где она узнаёт от адмирала Мэтта Хорнера, что находилась на базе террористической организации «Защитники человечества». Чтобы доказать свою верность Доминиону терранов, она помогает Мэтту сдержать атаку зергов на его планетарную крепость. Во время последней атаки противника на планету прибывает флот Защитников и уничтожает улья зергов. После боя Валериан Менгск отдаёт Нове «Грифон» – корабль для выполнения секретных операций, а Райгель, учёный Доминиона и бывший работник Фонда Мёбиуса, помогает восстановить память Новы. Она вспоминает свою родную планету Тарсонис, бывшую столицу Конфедерации, покрытую слизью.
Как выяснила разведка, на планете остался комплекс Защитников. Нова, прикрываясь от атак зергов, проникла в комплекс и выяснила, что Защитники натравляли зергов на различные планеты, чтобы дискредитировать императора Валериана. Следующей целью зергов стал Тирадор IX. Армия Новы уничтожила на планете многие улья зергов, но над мирными жителями, зергами и армией Новы нависла новая угроза – флот смерти Талдаримов. Нова уничтожает Материнский корабль Талдаримов, но вся слава за спасение планеты достаётся Защитникам.
На борту «Грифона» Нова обнаружила гостя – Аларака, владыку Талдаримов, которому «Защитники человечества» тоже не по нраву, из-за того, что те напали на Талдаримов, чем спровоцировали их. Аларак предлагает призраку сделку – она должна пройти испытание и получить терразин для восстановления памяти, а затем сообщить владыке всё, что вспомнила. На планете Малый Джарбан Нова, несмотря на преграды высшей посвящённой Талдаримов – Джи-нары, успешно проходит испытание и вводит себе первую дозу терразина. Так она вспоминает о своём последнем задании на планете Антига Прайм.
Планета заражена зергами, и по ходу её зачистки Нова вспоминает, что устанавливала в городе разработанные Конфедерацией пси-излучатели, которые приманивали зергов. Введя остатки терразина, Нова также вспомнила, что лидером «Защитников человечества» является генерал Каролина Дэвис, тайная лоялистка режима Арктура Менгска. Нова сообщает об этом императору, но тот, вопреки ожиданиям призрака, отказывается отдавать приказ об убийстве предателя, и передаёт генералу, что складывает свои полномочия.
Во время выступления императора Валериана Нова проникает в штаб генерала Дэвис. Там агент встречает Стоуна, которому стёрли всю память, оглушает его и арестовывает генерала. Дэвис доставили на трибуну императора, чтобы она ответила за свои преступления перед народом, но в этот момент на город нападает флот смерти Талдаримов, убивая ни в чём неповинных мирных жителей. Армия Новы, а также силы Доминиона и оставшихся Защитников успешно обороняют город от атак Талдаримов. Во время атаки протоссов генерал Дэвис бежала с орбиты Корхала в доки ремонта крейсеров Доминиона, где приняла командование экспериментальным боевым роботом «Ксанф». Нова прорывается на базу генерала и одолевает робота, после чего проникает внутрь и убивает Дэвис, тем самым нарушая приказ Валериана. Император официально подтверждает смерть генерала, а Нова вместе с верным ей экипажем «Грифона» скрывается, чтобы помогать Доминиону, но уже по-своему.

## Геймплей
Задания подразделяются на задания с управлением базой с войсками и задания, в которых можно управлять только Новой. Во всех заданиях кампании Nova Covert Ops, как и StarCraft II: Heart of the Swarm, Нова присутствует как играбельный юнит – главный герой, которым можно управлять.

### Особенности
- Арсенал Новы — перед началом заданий можно выбрать экипировку Новы (шлем, костюм, устройства, оружие).
- Улучшения армии — перед началом заданий можно выбрать улучшения для определенных войск. Один тип улучшения может быть задействован только для одного вида войск. По ходу выполнения дополнительных целей в заданиях, можно расширить арсенал Новы и улучшения армии новыми предметами.